# Robert Johnson
Robert Johnson (8. května 1911 Hazlehurst, Mississippi – 16. srpna 1938 Greenwood, tamtéž) byl známý bluesový muzikant, jeden z výrazných zástupců Delta blues.
Jeho nahrávky z roku 1936–1937 ukazují na pozoruhodnou kombinaci zpěvu, kytarových zkušeností a talentu při skládání písní, které ovlivnily generace muzikantů. Robert Johnson po celou dobu svého života tvrdil, že jeho talent pochází od ďábla, na toto téma složil několik jeho známých bluesových písní, díky jeho nepřirozenému skonu ve věku 27 let bývá proto označován jako první člen Klubu 27, výborných muzikantů a talentovaných hvězd, kteří zemřeli ve 27. roku svého života.
Je považován za „Dědu Rock and Rollu“. Jeho frázování, originální písně a kytarový styl inspiroval široké spektrum muzikantů, mezi něž patří Muddy Waters, Led Zeppelin, Bob Dylan, The Rolling Stones, Johnny Winter, Jeff Beck a Eric Clapton, který nazval Johnsona „nejdůležitějším bluesovým kytaristou, který kdy žil“. Byl také 5. v seznamu sta nejlepších kytaristů všech dob, který vytvořil časopis Rolling Stone.
Legenda jednoho z nejvlivnějších bluesových muzikantů všech dob začala v začátku 60. let, tedy 20 let po jeho smrti. V roce 1959 vydal Samuel Charters publikaci The Country Blues, která Johnsona představila širšímu publiku a v níž sám přiznává, že o jeho životě je toho strašně málo známo a zůstalo po něm jen jméno na hudebních nahrávkách. Co je ale bezesporu známo o něm je fakt, že inspiroval generaci blue-rockových muzikantů po další desetiletí, jako byli Eric Clapton a Keith Richard. Co není moc známé, jak málo toho vlastně po něm zbylo.
Během svého vlivného života strávil Robert Johnson pouze pět dní v nahrávacím studiu, kde po něm zůstalo pouze 41 záznamů 29 různých písní. Třináct z těchto písní jako “Sweet Home Chicago” a “Terraplane Blues” nahrál na prvním nahrávání 23. listopadu 1936 v improvizovaném studiu v přilehlé místnosti hotelu Gunter v San Antoniu. Johnson se vrátil do tohoto hotelu ještě 2x ve stejném týdnu, a poslední dva dny ve studiu strávil až v roce 1937 v Dallasu. Výsledek těchto nahrávacích frekvencí skončil na 12 deskách (78 rpm), která vydalo vydavatelství Vocalion label v roce 1937 a 1938. To poslední vyšlo až po jeho smrti, po tom, co byl otráven žárlivým manželem 16. srpna 1938.
Téměř okamžitě získaly jeho nahrávky kultovní status, k čemuž hodně přispěl sběratel bluesových nahrávek John Hammond, který se v budoucnu proslaví jak "objevitel" umělců od Billie Holiday a Big Joe Turner až po Boba Dylana, Aretha Franklin a Bruce Springsteena. Od roku 1938 do 1961, kdy se konečně Hammondovi podařilo přemluvit nakladatelství Columbia Records, aby vydali LP album Johnsonových nahrávek nazvané King of the Delta Blues, byl Johnson víc legenda a pověst než skutečnost. Deska King of the Delta Blues nicméně podnítil obnovu a zájem o jeho život a umění — nicméně vždy narazil na nedostatek jakýchkoliv detailů z jeho života kromě data na narození a smrti a pár studiových nahrávek.